# Fútbol en los Juegos Mundiales Militares

El fútbol se ha incluido en los Juegos Mundiales Militares en 1995 como un deporte de competición masculino. El fútbol femenino se agregó al programa oficial en 2007. El torneo también forma parte de la Copa Mundial Militar.

## Palmarés

### Torneo masculino
| Año  | Sede           | Campeón         | Final Resultado    | Subcampeón | Tercer lugar    | Resultado | Cuarto lugar |
| ---- | -------------- | --------------- | ------------------ | ---------- | --------------- | --------- | ------------ |
| 1995 | Roma           | Francia         | 1 – 0              | Irán       | Corea del Sur   | 1 – 0     | Chipre       |
| 1999 | Zagreb         | Egipto          | 3 – 3 5 – 4 (pen.) | Grecia     | Croacia         | 2 – 0     | Alemania     |
| 2003 | Catania        | Corea del Norte | 3 – 2              | Egipto     | Italia          | 3 – 2     | Lituania     |
| 2007 | Hyderabad      | Egipto          | 2 – 0              | Camerún    | Corea del Norte | 2 – 0     | España       |
| 2011 | Río de Janeiro | Argelia         | 1 – 0              | Egipto     | Brasil          | 1 – 0 aet | España       |
| 2015 | Mungyeong      | Argelia         | 2 – 0 aet          | Omán       | Corea del Sur   | 3 – 2     | Egipto       |

### Torneo femenino
| Año  | Sede           | Campeón         | Final Resultado | Subcampeón | Tercer lugar  | Resultado | Cuarto lugar |
| ---- | -------------- | --------------- | --------------- | ---------- | ------------- | --------- | ------------ |
| 2007 | Hyderabad      | Corea del Norte | 5 – 0           | Alemania   | Francia       | 1 – 0     | Países Bajos |
| 2011 | Río de Janeiro | Brasil          | 5 – 0           | Alemania   | Países Bajos  | 2 – 0     | Francia      |
| 2015 | Mungyeong      | Brasil          | 2 – 1 aet       | Francia    | Corea del Sur | 3 – 0     | Países Bajos |

## Títulos por país

### Torneo masculino
| País            | Oro | Plata | Bronce | Total |
| --------------- | --- | ----- | ------ | ----- |
| Egipto          | 2   | 2     | 0      | 4     |
| Argelia         | 2   | 0     | 0      | 2     |
| Corea del Norte | 1   | 0     | 1      | 2     |
| Francia         | 1   | 0     | 0      | 1     |
| Camerún         | 0   | 1     | 0      | 1     |
| Grecia          | 0   | 1     | 0      | 1     |
| Irán            | 0   | 1     | 0      | 1     |
| Omán            | 0   | 1     | 0      | 1     |
| Corea del Sur   | 0   | 0     | 2      | 2     |
| Brasil          | 0   | 0     | 1      | 1     |
| Croacia         | 0   | 0     | 1      | 1     |
| Italia          | 0   | 0     | 1      | 1     |

### Torneo femenino
| País            | Oro | Plata | Bronce | Total |
| --------------- | --- | ----- | ------ | ----- |
| Brasil          | 2   | 0     | 0      | 2     |
| Corea del Norte | 1   | 0     | 0      | 1     |
| Alemania        | 0   | 2     | 0      | 2     |
| Francia         | 0   | 1     | 1      | 2     |
| Países Bajos    | 0   | 0     | 1      | 1     |
| Corea del Sur   | 0   | 0     | 1      | 1     |